# Distrito de Agra
Agra (en hindi; आगरा ज़िला, urdu; آگرہ ضلع) es un distrito de India en el estado de Uttar Pradesh. Código ISO: IN.UP.AG.
Comprende una superficie de 4027 km².
El centro administrativo es la ciudad de Agra, una de las ciudades más turísticas del país. Dentro del distrito se encuentra la localidad de Khandauli.

## Demografía
Según censo 2011 contaba con una población total de 4 380 793 habitantes.